# Альфред фон Фоллард-Бокельберг
Альфред Бернгард Карл Егон фон Фоллард-Бокельберг (нім. Alfred Bernhard Karl Egon von Vollard-Bockelberg; 18 червня 1874, Магдебург — імовірно 24 липня 1945)— німецький офіцер, генерал артилерії. Кавалер ордена Pour le Mérite.

## Біографія
Батько — ротмістр Прусської армії Егон фон Фоллард-Бокельберг (1849—1937), мати — Елізабет Марія Луїза Емілія Валеска фон Шметтов (1949—1903).
17 березня 1894 року поступив на службу в Імперську армію. Учасник Першої світової війни, за бойові заслуги відзначений численними нагородами. Після демобілізації армії залишений у рейхсвері. В 1934 році вийшов у відставку і поступив на роботу в паливну компанію Braunkohle-Benzin AG. 
На початку Другої світової війни був призваний на службу в вермахт і призначений військовим комендантом Познані. З 25 жовтня 1939 року — командувач Північними прикордонними з'єднаннями, з 5 листопада — одночасно командувач 1-м військовим округом. Займав обидві посади до 19 червня 1940 року. Після недовгого перебування в резерві був призначений військовим комендантом Парижу. 1 серпня 1940 року знову переведений в резерв, 31 серпня остаточно звільнений у відставку.
В липні 1945 року Фоллард-Бокельберг був заарештований радянськими військами, його подальша доля невідома. 11 липня 1953 року окружний суд Шенеберга (Берлін) визнав датою смерті Фолларда-Бокельберга 24 липня 1945 року.

## Нагороди
- Столітня медаль
- Залізний хрест 2-го і 1-го класу
- Хрест «За вислугу років» (Пруссія)
- Королівський орден дому Гогенцоллернів, лицарський хрест з мечами
- Орден «За заслуги» (Баварія) 3-го класу з мечами
- Орден Альберта (Саксонія), лицарський хрест 1-го класу з мечами і короною
- Орден Вюртемберзької корони, лицарський хрест з мечами
- Орден Церінгенського лева, лицарський хрест 1-го класу з мечами
- Медаль «За відвагу» (Гессен)
- Хрест «За військові заслуги» (Мекленбург-Шверін) 2-го класу
- Хрест «За військові заслуги» (Брауншвейг) 2-го класу
- Військовий Хрест Фрідріха-Августа (Ольденбург) 2-го і 1-го класу
- Орден Білого сокола, лицарський хрест 1-го класу з мечами
- Орден дому Саксен-Ернестіне, лицарський хрест 1-го класу з мечами
- Хрест «За заслуги у війні» (Саксен-Мейнінген)
- Почесний хрест (Ройсс) 3-го класу з мечами і короною
- Ганзейський Хрест (Любек)
- Орден Леопольда (Австрія), лицарський хрест з військовою відзнакою
- Орден Залізної Корони 3-го класу з військовою відзнакою (Австро-Угорщина)
- Хрест «За військові заслуги» (Австро-Угорщина) 3-го класу з військовою відзнакою
- Срібна медаль «Імтияз» з шаблями (Османська імперія)
- Орден Меджида 3-го класу з мечами (Османська імперія)
- Військова медаль (Османська імперія)
- Орден «За військові заслуги» (Болгарія), командорський хрест
- Пам'ятна медаль групи армій «Кронпринц»
- Pour le Mérite (4 листопада 1917)
- Почесний хрест ветерана війни з мечами
- Медаль «За вислугу років у Вермахті» 4-го, 3-го, 2-го і 1-го класу (25 років)
- Застібка до Залізного хреста 2-го і 1-го класу